# Vorschuss (Recht)
Ein Vorschuss im Sinne einer Vorauszahlung auf Gerichtskosten ist im Verfahrensrecht von besonderer Bedeutung.
Gemäß dem in Juristenkreisen verbreiteten Spruch „Ohne Schuss kein ius“ (lat. ius, Recht) soll eine Klage in einem Zivilprozess ohne Zahlung eines Vorschusses an die Landesjustizkasse nicht an den Gegner zugestellt werden. Denn § 12 Gerichtskostengesetz (GKG) sieht vor, dass die Klage in bürgerlichen Rechtsstreitigkeiten mit Ausnahme von Scheidungsfolgesachen erst nach Zahlung der erforderten Gebühr zugestellt werden soll. Die Gerichte stellen regelmäßig erst nach der Zahlung zu. Auch im Mahnverfahren wird der Rechtsstreit nach Widerspruch und Abgabe in das ordentliche Verfahren erst fortgesetzt, wenn die vollen Gerichtsgebühren gezahlt sind. Ebenso werden gerichtliche Handlungen in Zwangsvollstreckungsverfahren von der Zahlung eines Vorschusses abhängig gemacht.
Vom Vorschuss befreit sind Personen, denen Prozesskostenhilfe gewährt worden ist. Die Erhebung des Vorschusses unterbleibt auch, wenn glaubhaft gemacht wird, dass die alsbaldige Zahlung der Kosten dem Kläger oder Antragsteller Schwierigkeiten bereiten würde. Ebenso wird ohne Vorschuss zugestellt, wenn glaubhaft gemacht wird, dass die mit der Anforderung und Zahlung des Vorschusses einen nicht oder nur schwer zu ersetzenden Nachteil bringen würde. In diesem Fall genügt zur Glaubhaftmachung die Erklärung des prozessbevollmächtigten Rechtsanwalts. Wichtigster Fall ist in der Praxis die Einreichung einer Klageschrift kurz vor Auslaufen der Verjährungsfrist.
Auch ein Anwalt kann gemäß § 9 Rechtsanwaltsvergütungsgesetz (RVG) für seine Tätigkeit einen Vorschuss verlangen.